# Gare routière de Séville-Plaza de Armas
La gare routière de Séville - Plaza de Armas (estación de autobuses Plaza de Armas) est une gare routière interurbaine et internationale de Séville (Espagne). Construite à l'occasion de l'Exposition universelle de 1992, elle est la plus grande gare routière de la ville, les autres étant celles du Prado de San Sebastián et de San Fernando.

## Histoire
La rénovation du réseau de chemins de fer engagée à l'occasion de la préparation de l'Exposition universelle de 1992 permet de libérer les terrains, appartenant à la société nationale d'exploitation des chemins de fer espagnols Renfe, situés le long de la darse du Guadalquivir, juste en face du quartier de La Cartuja où se situe le site de l'expo. Sur ce terrain est bâtie la gare routière ; elle prendra le nom de l'ancienne gare de chemin de fer de Plaza de Armas (dite aussi gare de Cordoue), devenue obsolète depuis la construction de la gare de Séville-Santa Justa et transformée en centre commercial. La nouvelle gare routière, d'où doivent partir les bus en direction de Huelva et de l'Estrémadure, permet de décongestionner la gare routière du Prado de San Sebastián.

## Situation
La gare se trouve sur la rive gauche de la darse du Guadalquivir, dans le quartier de Museo, à l'angle entre la rue Torneo et le pont du Christ de l'Expiration. Sa situation permet aux bus un accès rapide à l'autoroute A-49, et donc à la comarque d'El Aljarafe et aux communes de l'ouest de la province de Séville.

## Agencement
Le hall d'entrée, situé au niveau de l'avenue Cristo de la Expiración, mène aux guichets, au bureau d'informations et à la cafétéria. Un ascenseur, des escaliers et des escaliers mécaniques mènent aux autobus, un étage en dessous.

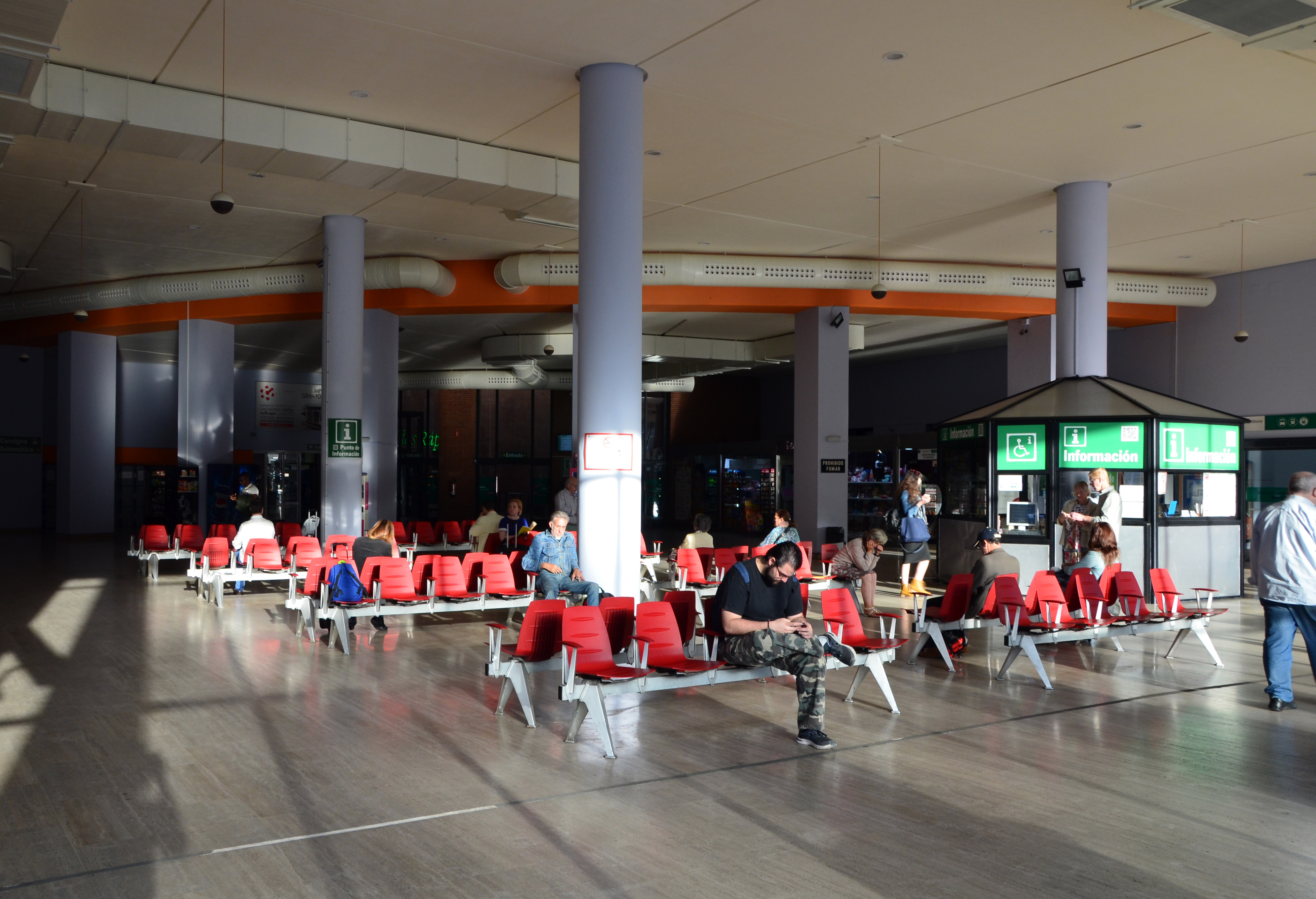
Hall d'entrée de la gare routière.
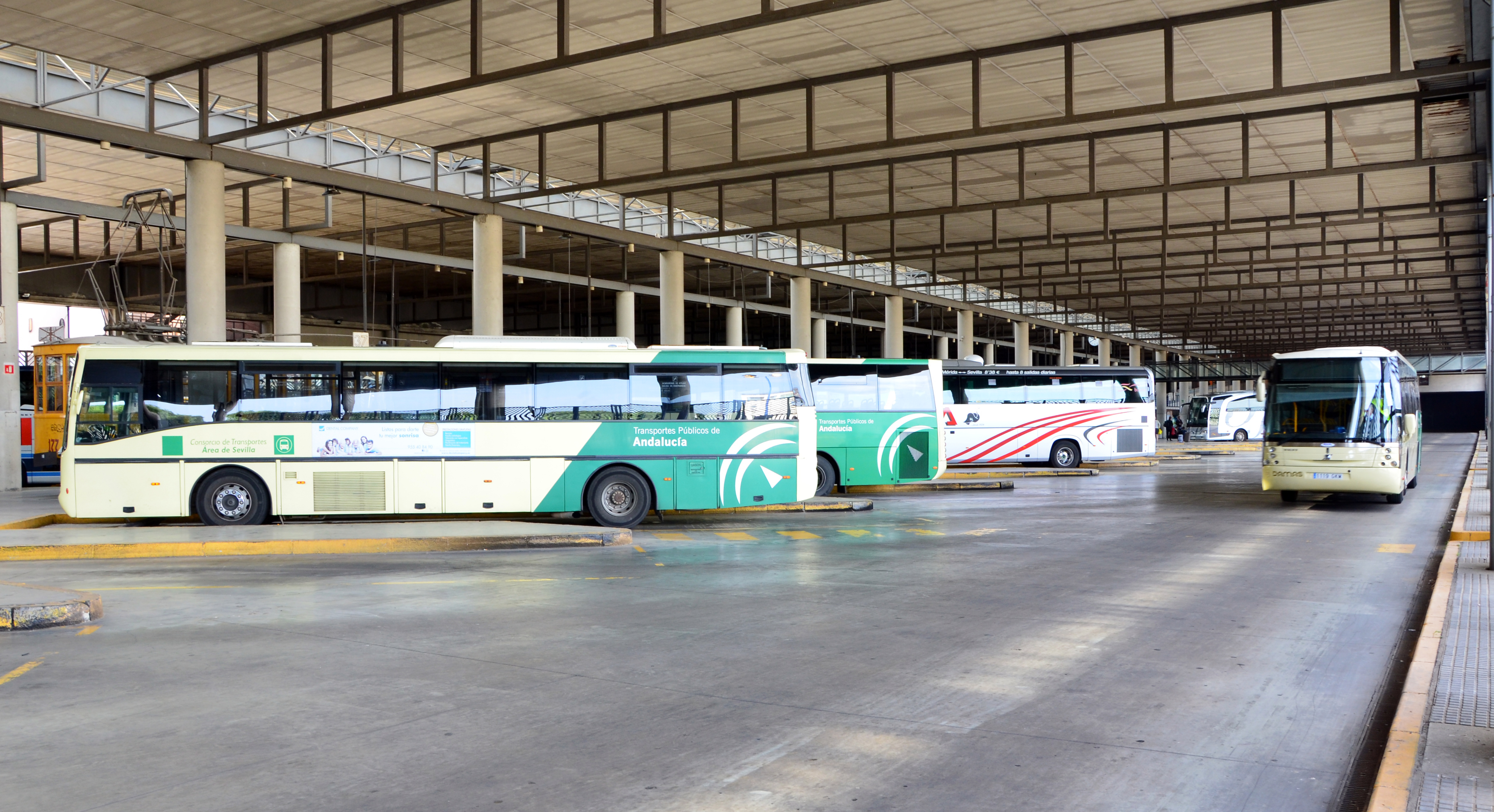
Zone d'embarquement et de débarquement.

## Entreprises d'autobus
La gare est desservie par plusieurs entreprises de transports : Abascal Caro, Alsa Internacional, Atlassib Spania, Bacoma, Casal, Dainco, Damas, Elitur Trans, Enatcar, Eurolines Peninsular, Eva Transportes, Leda, Linesur, Milosan, Saiz-Tour, Socibus, Transtres-IASA, Tranvías de Sevilla, Trapsa et Unionbus.

## Lignes

### Autobus interurbains et internationaux
Les bus partant de la gare routière Plaza de Armas desservent de nombreuses régions d'Espagne, dont les provinces de Séville, de Huelva et de Cadix, les Asturies, la Galice et le nord du pays, les villes de Badajoz, de Madrid, de Barcelone, de Mérida, de Valence et d'Alicante. Des lignes internationales vont jusqu'en Algarve et à Lisbonne, au Portugal,.

#### Province de Séville
| Ligne  | Parcours                                                     | Opérateur                 |
| ------ | ------------------------------------------------------------ | ------------------------- |
| M-111  | Séville - San José de la Rinconada                           | Casal S. L.               |
| M-112  | Séville - San José de la Rinconada                           | Casal S. L.               |
| M-115  | Séville - Alcalá del Río                                     | Casal S. L.               |
| M-141  | Séville - La Puebla del Río                                  | Tranvías de Sevilla S. A. |
| M-142  | Séville - Coria del Río                                      | Tranvías de Sevilla S. A. |
| M-142b | Séville - Coria del Río                                      | Tranvías de Sevilla S. A. |
| M-154  | Séville - Mairena del Aljarafe                               | Tranvías de Sevilla S. A. |
| M-155  | Séville - Almensilla                                         | Tranvías de Sevilla S. A. |
| M-157  | Séville - Bollullos de la Mitación                           | Damas S. A.               |
| M-158  | Séville - Bollullos de la Mitación                           | Damas S. A.               |
| M-159  | Séville - Bollullos de la Mitación                           | Damas S. A.               |
| M-160  | Séville - Gines                                              | Damas S. A.               |
| M-161  | Séville - Tomares                                            | Damas S. A.               |
| M-163  | Séville - Bormujos                                           | Damas S. A.               |
| M-164  | Séville - Bormujos (par Santa Eufemia)                       | Damas S. A.               |
| M-165  | Séville - Castilleja del Campo                               | Damas S. A.               |
| M-166  | Séville - Sanlúcar la Mayor                                  | Damas S. A.               |
| M-167  | Séville - Villanueva del Ariscal                             | Damas S. A.               |
| M-168  | Benacazón (par Espartinas)                                   | Transtres S. A.           |
| M-169  | Villamanrique de la Condesa (par Pilas)                      | Damas S. A.               |
| M-170A | Séville - Camas - Santiponce                                 | Damas S. A.               |
| M-170B | Séville - Las Pajanosas (Guillena)                           | Damas S. A.               |
| M-174  | Séville - Las Pilas - La Gloria (Valencina de la Concepción) | Damas S. A.               |
| M-175  | Albaida del Aljarafe                                         | Damas S. A.               |
| M-176  | Aznalcóllar (par Gerena)                                     | Abascal Caro S. L.        |
| M-177  | Guillena                                                     | Abascal Caro S. L.        |

### Autobus urbains
La gare est un arrêt desservi par les lignes C1, C3, C4, 3 et 6 du réseau de l'entreprise de transports Tussam, chargée de gérer les transports publics de la ville.